# 아사프 코엔

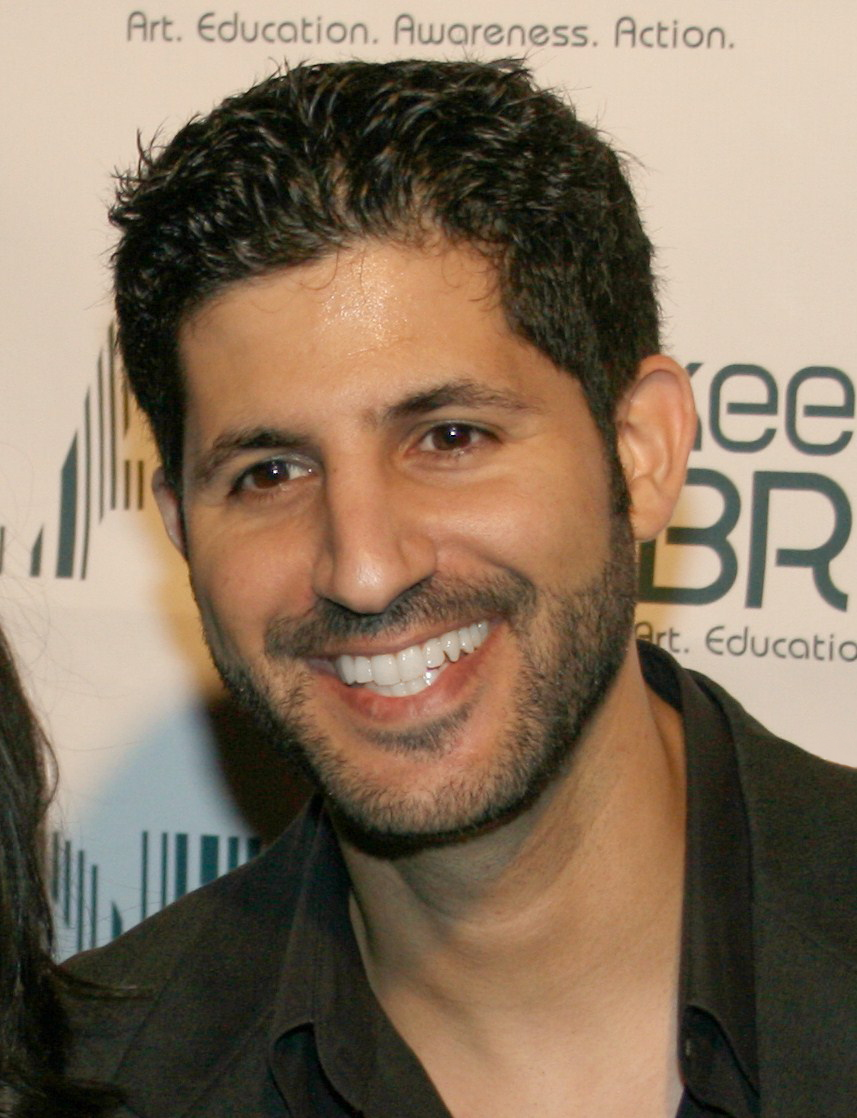

아사프 코엔(Assaf Cohen, 1972년 10월 31일 ~ )은 미국의 배우이다.
캘리포니아주의 마운틴뷰에서 태어나 팰로앨토에서 자랐으며, 이스라엘계, 러시아계, 예멘계 집안 출신이다.

## 출연 작품
- 더 데블스 도어 (2014년)
- 언노운 콜 (2014년) - 아셈 역
- 칼릴 지브란의 예언자 (2014년) - 어린 그룸 / 날짜 판매원 목소리 역
- 아메리칸 스나이퍼 (2014년)
- 블러드 샷 (2013년)
- 불렛페이스 (2010년)
- 컨빈싱 클루니 (2010년)
- 오퍼레이팅 인스트럭션즈 (2009년)
- 분노의 질주: 더 오리지널 (2009년)
- 전격 Z작전 - 파일롯 (2008년)
- 웨스트 뱅크 스토리 (2005년)
- 플라이트플랜 (2005년) - 아메드 역
- 아메리칸 굴라그 (2002년)
- 나이트 라이더

### 텔레비전
- 히어로즈 (2009)
- 위즈 (2010)